# Zanfina Muzaka
Zanfina Muzaka was een Albanese edelvrouw afkomstig uit de Muzaka-dynastie. De familie heerste over het vorstendom Muzaka. Prinses Zanfina huwde aanvankelijk de Albanese edelman Karl Muzakë Thopia maar na hun gedwongen scheiding hertrouwde ze met de vooraanstaande Albanese militair Moisi Golemi.

## Biografie
Zanfina haar dynastie Muzaka heerste gedurende de late middeleeuwen over het vorstendom Muzaka in zuid-Albanië. De familie produceerde enkele belangrijke heersers, Andrea II Muzaka werd in 1340 gekroond tot despoot van Albanië.
Zanfina was in eerste instantie gemalin van edelman Karl Muzakë Thopia. De Thopia's heersten over een vorstendom in centraal-Albanië. Het huwelijk hield op nadat de Albanese prins Gjergj Kastrioti steun zocht bij de Thopia's en hen zo ver kreeg om Karl Muzakë Thopia over te halen te trouwen met Mamica Kastrioti, de zus van Skanderbeg.
Zanfina hertrouwde in 1445 met de Albanese edelman Moisi Golemi, afkomstig uit de Arianiti-dynastie. Golemi kende een lokale heerschappij over Ohrid. Golemi was tevens een prominente militair gedurende de Albanees-Ottomaanse oorlog. Aanvankelijk vocht Golemi bij de Liga van Lezhë tegen de Ottomanen, na het Beleg van Berat in 1455 stapte Golemi over naar de Ottomanen, om een jaar later terug te keren bij de Liga van Lezhë nadat zijn verraadt hem werd vergeven.
Uit de twee huwelijken kreeg prinses Zanfina vier kinderen: Andrea, Jela, Cesare en Despina.